# Alekos Markidis
Alekos Markidis, gr. Αλέκος Μαρκίδης (ur. 23 stycznia 1943 w Nikozji, zm. 23 kwietnia 2020) – cypryjski polityk i prawnik, poseł do Izby Reprezentantów, w latach 1995–2003 prokurator generalny.

## Życiorys
W 1966 ukończył studia prawnicze na Uniwersytecie Narodowym im. Kapodistriasa w Atenach. Uzyskał uprawnienia barristera, dołączając w 1970 do Middle Temple. W 1971 podjął praktykę prawniczą na Cyprze.
Zaangażował się w działalność polityczną w ramach Zgromadzenia Demokratycznego (DISY). W latach 1979–1993 pełnił funkcję sekretarza generalnego partii, następnie do 1995 był jej wiceprzewodniczącym. W latach 1985–1995 sprawował mandat posła do Izby Reprezentantów. Od lutego 1995 do kwietnia 2003 był prokuratorem generalnym. W 2003 bez powodzenia kandydował w wyborach prezydenckich, zajmując trzecie miejsce z wynikiem 6,6% głosów. Powrócił następnie do praktykowania w zawodzie prawnika.